# Ильинский, Ерванд Тихонович
Ерванд Тихонович Ильинский (род. 25 августа 1940, Воронеж) — советский и казахстанский альпинист и тренер. Главный тренер сборной Казахстана по альпинизму — первой в мире команды, покорившей все 14 восьмитысячников планеты (1991—2010). Покоритель Эвереста (1990) и первый в Казахстане член клуба «Семь вершин» (2007).
Мастер спорта СССР (1968). Неоднократный чемпион и призёр чемпионатов СССР. Старший тренер СКА САВО по альпинизму с 1973 г.
Заслуженный тренер КазССР (1975). Заслуженный тренер СССР (1979). Заслуженный мастер спорта СССР (1982).

## Биография
Родился в Воронеже в 1940 году в семье русского и армянки. В 1949 его родители — медики переехали в Алма-Ату. Закончил Казахский политехнический институт в Алма-Ате по специальности «автоматика и телемеханика» (1968). До института занимался фехтованием и пятиборьем, но однажды журналист и горовосходитель Сарым Кудерин подарил Ерванду свою книжку стихов о горах и ледоруб . Эта книжка круто повернула его судьбу и до сих пор хранится у него дома в посёлке «Горный садовод» под Алма-Атой. Кудерин и стал первым тренером Ильинского в альпинистской секции института, но погиб на восхождении в Сванетии в 1963 году. Ильинский занял его место и стал тренером студенческого «Буревестника» , а затем ЦСКА. С тех пор он почти 40 лет был неизменным главным тренером ЦСКА и сборной Казахстана по альпинизму.
Женат, сыновья Евгений (1972) и Сергей (1974), и дочь Мариам (2000)Ерванд Ильинский.

## Спортивные достижения

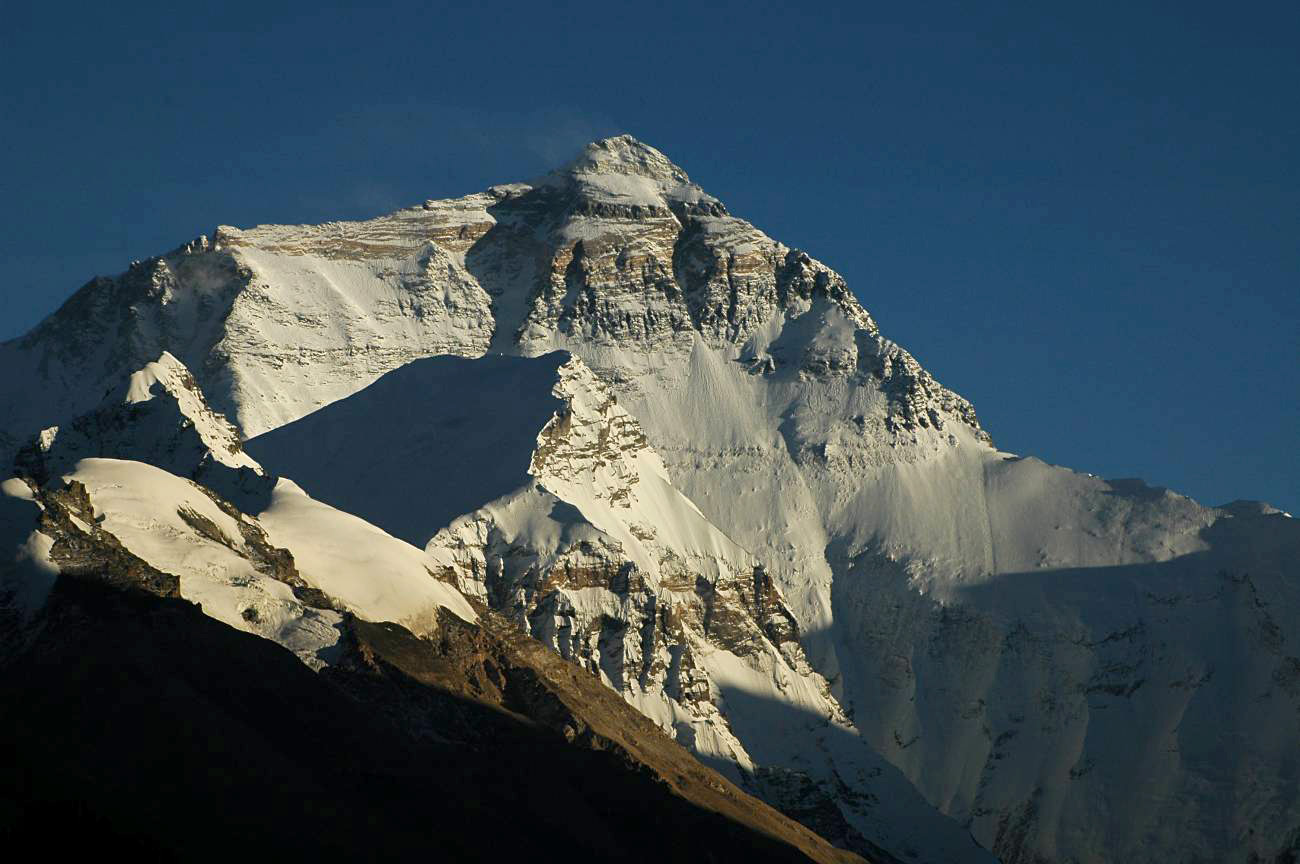
Северная стена Эвереста с китайской стороны

17 раз поднимался на семитысячники Союза, из них — 12 раз руководителем, 4 раза по маршруту 6 к/тр., 4 маршрута — первопрохождение .
1982 — Первая советская гималайская экспедиция. Треть команды составляли пятеро казахстанцев: Ерванд Ильинский, Казбек Валиев, Валерий Хрищатый, Юрий Голодов, Сергей Чепчев. Связка Валиев — Хрищатый совершила ночной штурм Эвереста с 8 на 9 мая, но поморозилась и руководитель экспедиции Евгений Тамм приказал двойке Ильинский — Чепчев сопровождать их вниз с высоты 8500 .
1989 — командное восхождение на 5 «восьмитысячников» массива Канченджанга.
1990 — Международная американо-китайско-советская экспедиция на Эверест с севера через Северное седло под руководством Джима Уиттакера, первого американца, взошедшего на Эверест в 1963 году. 7 и 8 мая казахстанцы Григорий Луняков и Андрей Целищев совершили бескислородное восхождение. За ними 10 мая на гору поднялся и 50-летний тренер советской команды Ерванд Ильинский .
2007 — В 67 лет он стал первым в Казахстане членом клуба «Семь вершин» (с 1990 по 2007 гг. взошёл на высшие пики всех континентов: Эверест в Азии, Эльбрус в Европе, Аконкагуа в Южной и Мак-Кинли в Северной Америке, Килиманджаро в Африке, Костюшко в Австралии и Винсон в Антарктиде) .

## Тренерская деятельность
В 1971 году в альпинистскую секцию КазПТИ к Ильинскому пришли третьеразрядники Казбек Валиев и Валерий Хрищатый, а после победы на чемпионате СССР команды ТуркВО, его пригласили тренером в ЦСКА. С тех пор он подготовил более 100 мастеров спорта СССР, 36 мастеров спорта международного класса и 24 заслуженных мастера спорта .
В 1993 году он разглядел в юном пареньке Денисе Урубко будущую звезду мирового альпинизма и пригласил его в свой клуб.
В 2000 году стал тренировать молодых альпинистов Максута Жумаева и Василия Пивцова. Из этого нового поколения казахстанских горовосходителей он сформировал команду, с которой выполнил в 2010 году амбициозную программу «Казахстанская сборная на всех 14 восьмитысячниках планеты» .

## Программа Казахстан на всех 14 восьмитысячниках мира
Первые три экспедиции возглавлял Казбек Валиев, все остальные — Ерванд Ильинский (в 2003 и 2007 — совместно с Багланом Жунусовым).
1991, 10 мая — Дхаулагири (8167 м), первопроход по Западной стене. Бескислородное восхождение совершили 10 альпинистов: Моисеев, Букреев, Хрищатый, Сувига, Хайбуллин, Мизамбеков, Присяжный, Савин, Целищев и Шегай.
1995, 8 декабря — Манаслу (8163 м), зимой по классике. Бескислородное восхождение совершили 8 альпинистов: Моисеев, Букреев, Сувига, Гатаулин, Баймаханов, Соболев, Маликов и Муравьёв.
1996, октябрь — Чо-Ойю (8201 м), классика с севера, совместно с японскими спортсменами. 25 сентября Букреев покорил вершину в одиночку и без кислорода, позже взошли связки Гатаулин и Фарафонов, Моисеев и Маликов, но на горе погиб японец Ойо, пытавшийся подняться без кислорода.
1997, май — Эверест (8848 м), классика с севера. На гору взошли 10 альпинистов. 2 мая на вершину поднялись Фролов и Молотов, Овчаренко и Сувига. 20 мая поднялись Греков и Савина, Лавров и Муравьёв, Соболев и Фарафонов. Все с помощью кислорода, кроме Сувиги .
2001, 13 августа — Гашербрум I (8068 м), классика через японский кулуар, без кислорода взошли все 7 участников: капитан команды Урубко, Жумаев, Пивцов, Распопов и Лавров (все — ядро команды), также Молгачев и Литвинов.
2001, 20 августа — Гашербрум II (8035 м), классика с юго-запада, бескислородное восхождение той же семёрки казахстанской экспедиции .
2002, 13 мая — Канченджанга Главная (8586 м) бескислородное восхождение по юго-западному гребню семёрки казахстанской команды (только Бродский вместо Литвинова) .
2002, 25 октября — Траверс Шишабангма Центральная (8008 м) — Шишабангма Главная (8027 м), классика с севера, с китайской стороны, без кислорода взошли две связки Жумаев — Пивцов и Урубко — Распопов .

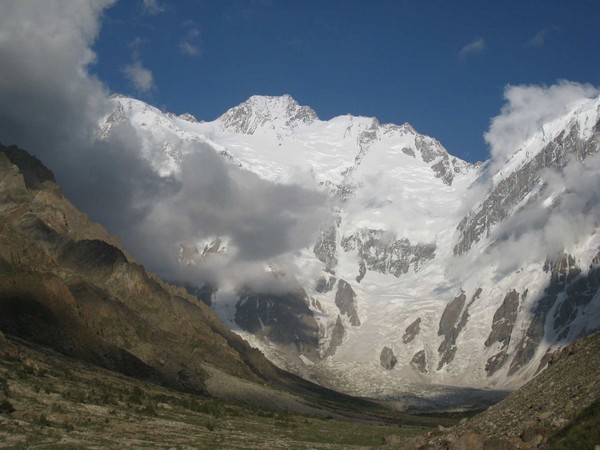
Нанга Парбат, вид с запада, Диамирская стена

2003, 17 июня — Нанга Парбат (8126 м), по Диамирской стене (маршрут Кинсхофера), бескислородное восхождение ядра команды — пяти альпинистов, также Литвинов и Чумаков.
2003, 16 июля — Броуд-пик (8048 м), бескислородное восхождение по Западному ребру той же команды из семи альпинистов .
2004, 22 мая — Макалу (8485 м), по Западному ребру (маршрут Робера Параго), из всего состава команды на пик поднялась только связка Максут Жумаев — Василий Пивцов  (недоступная ссылка).
2006, 19 мая — Аннапурна Главная (8091 м), классика с севера по французскому маршруту, двойка Жумаев — Пивцов поднялась в альпийском стиле.
2007, 2 октября — К2 (8611 м), вершину взяла двойка Урубко — Самойлов.
2010, 16 мая — Лхоцзе Главная (8516 м), по кулуару СЗ стены, заключительное восхождение в программе «Казахстанская сборная на всех 14 восьмитысячниках мира», гору покорили Жумаев, Пивцов и Чехлов .
Всего в рамках Программы успешные восхождения совершили 32 альпиниста, включая одну женщину — Людмила Савина взошла на Эверест в 1997 году. А связка Жумаев — Пивцов в ходе Программы покорила 8 восьмитысячников.

## Награды
- Орден «Знак Почета» (1982) за штурм Эвереста.
- Орден Дружбы народов (1990) за восхождение на Канченджангу.
- Орден «Отан» (1997) за руководство восхождением на Эверест.
- Памятная медаль «Ветерану войны в Афганистане 1979—1989 гг» за выполнение спецзадания Генштаба МО СССР (2000) .
- Лауреат премии «Тарлан» («За вклад») 2007 года.
- Кавалер Золотого ордена Национального Олимпийского комитета РК за выдающиеся заслуги в спорте (2010).